# Yavatmal (distrikt)

Distriktets läge i Maharashtra.

Yavatmal är ett distrikt i centrala Indien, och är beläget i delstaten Maharashtras östra del. Befolkningen uppgick till 2 458 271 invånare vid folkräkningen 2001, på en yta av 13 582 kvadratkilometer. Den administrativa huvudorten är Yavatmal. 

## Administrativ indelning
Distriktet är indelat i sexton tehsil (en kommunliknande enhet):
- Arni
- Babulgaon
- Darwha
- Digras
- Ghatanji
- Kalamb
- Kelapur
- Mahagaon
- Maregaon
- Ner
- Pusad
- Ralegaon
- Umarkhed
- Wani
- Yavatmal
- Zari-Jamani

## Städer
Distriktets städer är Yavatmal, distriktets huvudort, samt:
- Darwha, Digras, Ghatanji, Pandharkaoda, Pusad, Rajur, Umarkhed, Umarsara, Wadgaon Road, Waghapur, Wani och Yasantnagar